# Хельфенберг
Хельфенберг (нем. Helfenberg) — коммуна (нем. Gemeinde) в Австрии, в федеральной земле Верхняя Австрия. 
Входит в состав округа Рорбах.  Население составляет 1003 человека (на 31 декабря 2005 года). Занимает площадь 9,61 км². Официальный код  —  4 13 10.

## Политическая ситуация
Бургомистр коммуны — Штефан Хёльцль (АНП) по результатам выборов 2003 года.
Совет представителей коммуны (нем. Gemeinderat) состоит из 13 мест.
- АНП занимает 9 мест.
- СДПА занимает 4 места.